# Mary Ann Paton
Mary Ann Paton (Edimburg, Escòcia, 1802-1854) fou una cantant i concertista escocesa.
Ja des de molt infant cantà en públic i cultivà després l'estudi del cant, ensems que el d'alguns instruments. Debuta seriosament el 1822, cantant amb èxit extraordinari la part de Susana en Le nozze di Figaro; el 1824 despertà el major entusiasme en la interpretació de l'òpera de Carl Maria von Weber Der Freischütz, que es donava per primera vegada a Anglaterra, i dos anys més tard cantà admirablement la Reiza del Oberon davant d'un escollit auditori, en el que hi figuraven el mateix Weber, el qual digué que la Paton era realment una artista de primer ordre.
Era bonica i posseïa una bella veu, que manejava amb gran mestratge fent sentir les belleses de la música que interpretava. També cantà en concerts particulars; casà en primeres núpcies amb lord W. Pitt Lenax, i en segones amb Joseph Wood, un cèlebre tenor.